# Robert Ludlum
Robert Ludlum (25. svibnja, 1927. New York City - 12. ožujka 2001., Naples, Florida) bio je američki autor 25 trilera. Postoji više od 290 milijuna primjeraka njegovih tiskanih knjiga, a prevedene su na 32 jezika. Ludlum je objavljivao knjige i pod pseudonimom Jonathan Ryder i Michael Shepherd.
Na temelju mnogih Ludlumovih romana snimljeni su u filmovi i mini-serije, uključujući Ostermanov vikend, Holcroftovu pogodbu, Straža Apokalipse, Bourneov identitet, Bourneovu nadmoć i  Bourneov ultimatum. Smatra se da je i knjiga i mini-serija Covert One, The Hades Factor napravljena na temelju Ludlumovih neobjavljenih zabilješki. Bourneovi filmovi s Mattom Damonom u glavnoj ulozi bili su komercijalno vrlo uspješni, iako se pojedini izvadci ili rečenice znatno razlikuju od izvorna materijala.

## Školovanje
Ludlum se školovao u The Rectory School Cheshire Academy i Wesleyan University u Middletownu, Connecticut. Dok je bio u Wesleyju, Ludlum se pridružio bratstvu Alpha Delta Phi. Prije nego što je postao piscem bio je kazališni glumac i producent. Njegovo je kazališno iskustvo moglo pridonijeti njegovu razumijevanju energije, akcije i "bježanju od stvarnosti" koje je publika željela u romanima. Jednom je primijetio: "Ja na sličan način uspoređujem napetost i dobro kazalište. Mislim da je sve to napetost i što-će-se-dogoditi-poslije. S te točke gledišta, da, ja pretpostavljam da sam kazališni čovjek".» Ludlum je umro 2001. godine od hematoma na mozgu, ostavivši za sobom nekoliko neobjavljenih rukopisa i glavnih crta. 

## Pisanje analize i kritika
Ludlumovi romani tipično oslikavaju jednog junačkog čovjeka ili malu skupiinu pojedinaca koji se bore protiv jačih protivnika čije su namjere i poticaji zli, protivnika koji su kadri upotrijebiti političke i ekonomske mehanizme na zastrašujući način. Njegova je vizija svijeta bila ona gdje su globalne korporacije, vojne sile u sjeni i vladine organizacije udružile da održe (ako je to bilo zloćudno) "status quo", ili sve to "potkopaju"  ako je "status quo" bio dobar. Uz izuzimanje pojedinih nepravilnosti u njegovu poznavanju vatrenog oružja, njegovi su romani pažljivo proučeni pružajući točne tehničke, zemljopisne i biološke pojedinosti, uključujući tu i istraživanje amnezije za Bourneov identitet.
Ludlumovi su romani često bili nadahnuti teorijama urote, i povijesnim i sadašnjim. Napisao je da je The Matarese Circle bio nadahnut govorkanjima o Trilaterarnoj komisiji,  i to objavio samo nekoliko godina nakon što je komisija osnovana. Njegovi su opisi terorizma u knjigama kao što su The Holcroft Covenant i Matarese Circle odražavali teoriju kako su teroristi samo paunovi vlada ili privatnih organizacija, koje žele upotrebljavati teror kao izliku za uspostavljanje autoritativne vlasti, a ne izolirane bande ideološki potaknutih ekstremista koje su ponekad stvarane da bi to bile.

### Objavljena djela za vrijeme Ludlumovog života
- The Scarlatti Inheritance (1971.)
- The Osterman Weekend (1972.)
- The Matlock Paper (1973.)
- Trevayne (1973.,napisano pod pseudonimom Jonathan Ryder)
- The Cry of the Halidon (1974., napisano pod pseudonimom Jonathan Ryder)
- The Rhinemann Exchange (1974.)
- The Road to Gandolfo (1975., napisano pod pseudonimom Michael Shephard)
- The Gemini Contenders (1976.)
- The Chancellor Manuscript (1977.)
- Holcroftova pogodba (1978.)
- The Matarese Circle (1979.)
- Bourneov identitet (1980.)
- The Parsifal Mosaic (1982.)
- The Aquitaine Progression (1984.)
- Bourneova nadmoć (1986.)
- The Icarus Agenda (1988.)
- Bourneov ultimatum (1990.)
- The Road to Omaha (1992.)
- The Scorpio Illusion (1993.)
- The Apocalypse Watch (1995.)
- The Matarese Countdown (1997.)
- The Prometheus Deception (2000)

## Prijevodi na hrvatskom tržištu
- Akvitanska zavjera, Prosvjeta, 1989.
- Amblerovo upozorenje, Extrade, 2006.
- Bankroftova strategija, Extrade, 2007.
- Bourneov identitet, V.B.Z., 2002.
- Bourneov ultimatum, Extrade, 2004.
- Bourneova nadmoć, Extrade, 2003.
- Chancellorov rukopis, Extrade, 2006.
- Direktiva Janson,Extrade, 2003.
- Faktor smrti, Extrade, 2001.
- Holcroftova pogodba, Extrade, 2003.
- Ikarov podsjetnik, Extrade, 2007.
- Paklena razmjena, Extrade, 2003.
- Straža Apokalipse, Izvori, 1996.

### Djela objavljena poslije Ludlumove smrti
Većinu djela završili su nepoznati autori, poznavatelji stila pisanja Ludluma.

- The Sigma Protocol (2001.)
- The Janson Directive (2002.)
- The Tristan Betrayal (2003.)
- The Ambler Warning (2005.)
- The Moscow Vector (2005.)
- The Bancroft Strategy (2006.)